# Pagten (julekalender)
 For alternative betydninger, se Pagten. (Se også artikler, som begynder med Pagten)
Pagten er en tv-julekalender, der blev vist på DR1 i december 2009 og genudsendt fra d. 1. til d. 24. december 2013. Manuskriptforfatter var Maya Ilsøe. Den blev optaget dels i Thyregod og dels på Holbergskolen i Emdrup.[kilde mangler] Julekalenderen handler om venskab, om at man skal holde sammen.

## Handling
Pagten handler om drengen Malte, som møder nissen Lyda, hvis familie er i fare pga. isheksen Iselin, der vil fryse nisserne, så hun kan få alt magten i den magiske verden. Men der er en ting, som afholder hende fra det: Pagten mellem nisser og mennesker. Malte og Lyda må igennem tre svære prøver, for at finde frem til Pagten før Iselin.

### Afsnit 1
For 200 år siden skabte nissen Saia en pagt mellem nisser og mennesker med sin ven, Nikolai Grundtvig. Pagten skal bruges af et menneske og en nisse til at beskytte dem mod isheksen Iselin. Men da nisserne ikke længere har et menneske, som kan se dem, er Iselin på vej tilbage. Da Saias datter, Lyda, finder en tegning af hende, som det unge mobbeoffer Malte har lavet, er hun dog overbevist om, at han er den rette til at hjælpe dem.

### Afsnit 2
Efter Saia er frosset, er der ikke nogen, der ved, hvor Pagten ligger gemt. Gibbus og Fabio leder fortsat efter et menneske, der kan se dem, mens Lyda er frustreret over, at Fabio ikke vil inddrage hende i, hvad der foregår.
Rune fra Maltes klasse er ked af, at hans forældre skændes og forsøger at tage lederskab over klassen. Ingen af eleverne bryder sig dog om at fortælle om, hvad der foregår i skolen, så de har svært ved at tro klasselæreren, der fortæller, at det går dårligt.

### Afsnit 3
Rune planlægger at hævne sig over Viji, som har forsvaret Malte. Inspektøren bryder sig ikke om Viji, men Helle vil ikke holde arrangement for klassen uden hende, da hun skal føle sig velkommen og længes mindre efter at bo i Indien, hvor hun kommer fra.
Gibbus har mødt Aris, en fremmed nissepige i skoven. Lyda viser Malte til Fabio, og Fabio er overbevist om, at Malte ikke er ham, de leder efter. Men om aftenen opdager Lyda alligevel, at Malte nu kan se hende

### Afsnit 4
Helle har fået arrangeret en aften for hele klassen. Malte har ikke lyst til at tage med, men må ikke blive hjemme. I skolegården snakker han for første gang med Lyda.
Rune bruger Malte til at lokke Viji op på skolens tag. Viji forsøger at hjælpe Malte ned, men glider, da Iselin har dækket taget med is. Viji bliver grebet af Lyda, men er pludselig væk. 

### Afsnit 5
Eftersøgningen af Viji er i gang, efter hun forsvandt fra klassearrangementet. Rune truer Malte til ikke at fortælle, hvem der var med til at lokke hende op på taget. Malte forsøger sig med forklaringen om, at Viji blev grebet af en nisse, men de voksne tror, det er fordi han er i chok.
Gibbus er blevet vild med Aris og fortæller Fabio om hende. 
Lyda har ikke set Viji, men lover Malte at hjælpe med at finde hende, hvis han hjælper med at finde Pagten. På skolen finder Lyda iskrystaller i Vijis fodspor.

### Afsnit 6
Lyda tager Malte med hjem for at bevise, at han kan se nisser, men Fabio er stadig langt fra overbevist om, at Malte kan hjælpe dem.
Vijis hat ligger i skolens teatersal, så Lyda og Malte tager derned for at lede efter hende. De støder dog på Iselin, som er ved at fange Lyda. Malte når at redde hende, og det gør Fabio sikker på, at det er Malte og Lyda, der skal finde Pagten sammen.
Gibbus fortæller Aris om deres planer, uvidende at hun faktisk er Iselin i forklædning.

### Afsnit 7
Malte og Lyda får en kode, som de skal bruge til at få afgang til den første af tre prøver, som skal løses for at finde pagten. 
Iselin flyttet Viji fra skolen og til grotten ved Runes gård. Her får Viji øje på Saia og får mistanken, at hun bliver holdt fanget.
På skolen har politiet fundet fodspor på taget og vil undersøge det nærmere. Emil vil helst fortælle, at de har lokket Viji op på taget, men Rune vil have beviserne fjernet.

### Afsnit 8
Med hjælp fra Karla har Malte fundet ud af, at sangen “Dejlig er den himmel blå” er en del af koden til den første prøve. Det mystiske er, at strofe 17 skal bruges, men sangen kun har 7 strofer. 
Viji vil gerne hjem, men Iselin vil ikke lade hende gå, da hun ved, at hun kan udnytte Viji til at lokke informationer ud af Malte. 

### Afsnit 9
Malte og Lyda har fået adgang til den første prøve. Malte har dog også et ønske om at finde og befri Viji, men nisserne siger, at de er nødt til at finde Pagten først.
Gibbus har stadig stor tiltro til Aris, og Iselin får derfor alle de informationer, hun ønsker om deres søgen efter Pagten

## Medvirkende
- Malte – Benjamin Engell
- Lyda – Karla Løkke
- Karla, Maltes søster – Andrea Heick Gadeberg
- Viji, Maltes veninde – Mathilde Voglhofer
- Rune – Mathias Toftegård Andersen
- Emil, inspektørens søn – Filip Søskov Davidovski
- Iselin – Signe Egholm Olsen – Også forklædt som Aris
- Fabio, nissefar – Lars Ranthe
- Marianne – Julie Carlsen
- Johan, Runes ven – Jonas Eilskov Jensen
- Helle, klasselærer – Iben Dorner
- Gibbus, Lydas bror – Laus Høybye
- Poul, skoleinspektør – Steen Stig Lommer
- Runes mor – Ditte Hansen
- Saia, nissemor – Trine Appel
- Jens - Carsten Bjørnlund